# Trobat i els 359 màrtirs de Girona
Trobat de Girona, o sant Invent, fou un dels 360 màrtirs de Girona, morts, segons una tradició, al 307. És venerat com a sant per l'Església catòlica. Vinculats a la llegenda de Sant Narcís de Girona, es tracta probablement d'una tradició pietosa sense fonament històric.

## Hagiografia
Segons la tradició gironina, els 360 cristians de Gerunda assistien a la missa que celebrava el llegendari bisbe Narcís, ajudat pel diaca Feliu, el 18 de març de 307, durant les persecucions de Màxim i Galeri, en començar el segle iv. Els soldats romans mataren el bisbe i el diaca mentre feia la missa, com també als fidels assistents. Tots foren martiritzats i sebollits al lloc, on avui hi ha l'església de Sant Feliu de Girona.
Cap al 326, quan ja era permès el cristianisme, s'aixecà l'església al lloc on havien rebut martiri, entre d'altres, Narcís de Girona, Feliu i els altres. Amb el temps, però, es va perdre la noció del lloc de sepultura d'aquests altres màrtirs; cap al segle ix o X, quan es consolida la veneració als sants Narcís i Feliu, en fou descobert el cos d'un d'un d'aquests màrtirs: es van cercar els cossos dels altres companys seus, però no se'n trobaren més. Per això, i en no saber quin era el seu nom veritable, hom adjudicà al cos trobat el nom de Trobat i l'ofici de soldat, passant a ésser venerat com a sant.

## Veneració
Des de llavors, Sant Trobat gaudí de gran devoció: era invocat per protegir-se de les febres quartanes. Venerat a Sant Feliu de Girona, el 1691 va obrar-se un bust-reliquiari d'argent, obra de Bonaventura Fornaguera i pagat per un lletrat de cognom Valencàs, que va instituir, segons Antoni Vicenç Domènec un ofici anual dedicat als màrtirs gironins.
També Domènec diu que el nombre de 360 figura en els sumaris d'indulgències de l'església de Sant Feliu, on es parla d'"otros trescientos y sessenta mártires", però que en altres documents de la mateixa església en diu només "sesenta mártires".
La festivitat dels màrtirs es va fixar el dia 10 de desembre, tot i que en alguns santorals també figura sant Trobat, només, el 23 de gener.
En castellà, Trobat és conegut com a San Invento.